# Безсокирне
Безсоки́рне — село в Україні, у Річківській сільській громаді Сумського району Сумської області. Населення становить 57 осіб. До 2018 орган місцевого самоврядування - Горобівська сільська рада.

## Географія
Село Безсокирне розташоване на лівому березі річки Вир, вище за течією на відстані 3 км розташоване село Вири, нижче за течією на відстані 1.5 км розташоване село Зарічне, на протилежному березі — село Горобівка. Річка у цьому місці звивиста, утворює лимани, заболочені озера. За 1.5 км розташовані села Дудченки та Штанівка.
Поруч пролягає залізниця, станція Улянівка.

## Історія
- Село постраждало внаслідок геноциду українського народу, проведеного урядом СССР 1923–1933 та 1946–1947 роках[джерело?] .
- 12 червня 2020 року, відповідно до Розпорядження Кабінету Міністрів України № 723-р «Про визначення адміністративних центрів та затвердження територій територіальних громад Сумської області» увійшло до складу Річківської сільської громади.[1] 19 липня 2020 року, в результаті адміністративно-територіальної реформи та ліквідації  Білопільського району, село увійшло до складу новоутвореного Сумського району[2].